# Gouverneurswahlen in den Vereinigten Staaten 2011

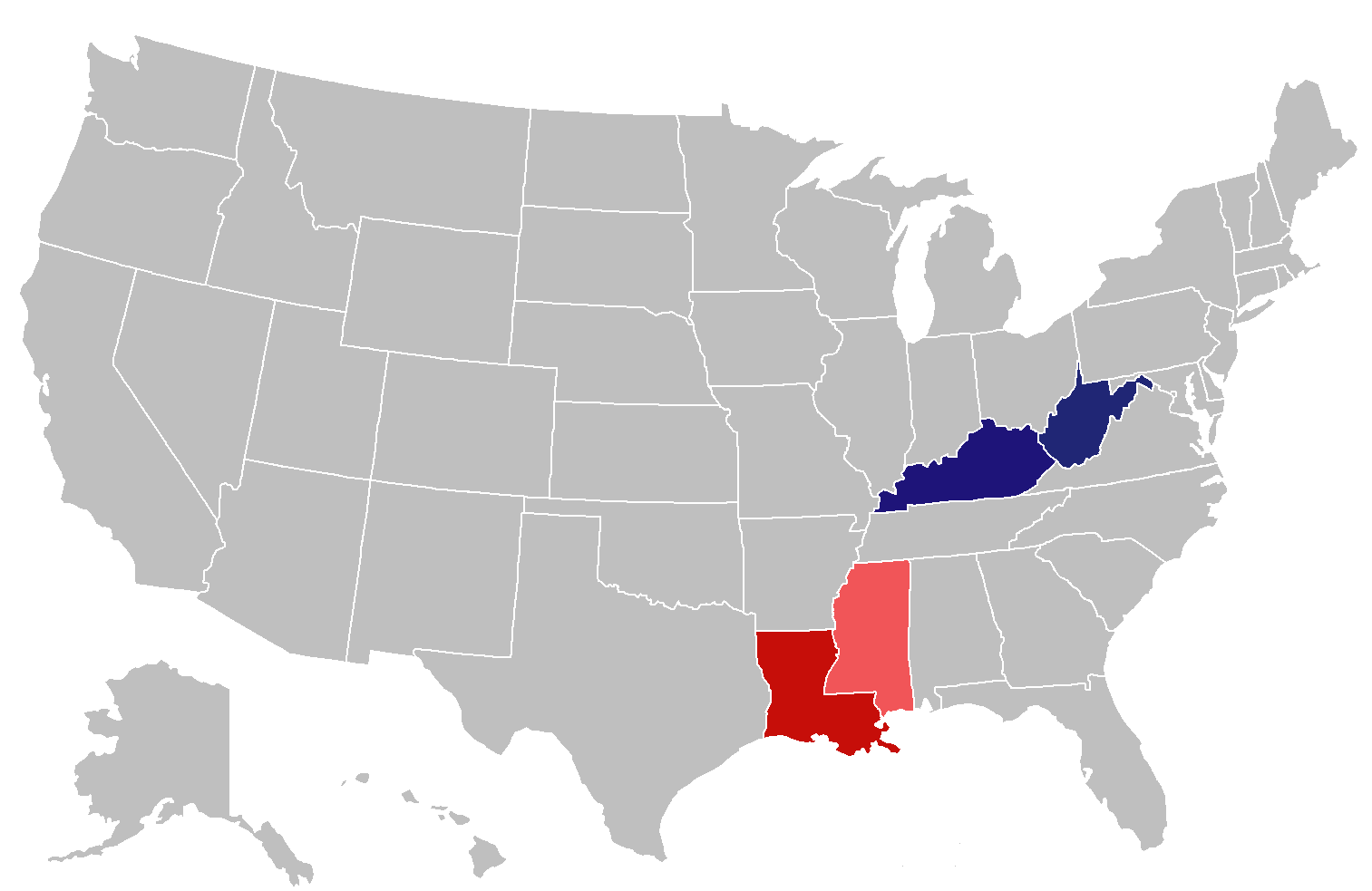
Gouverneurswahlen in den Vereinigten Staaten 2011:
Haley Barbour (Republikaner, kandidierte nicht mehr), neu gewählter Amtsinhaber: Phil Bryant (Republikaner)
Bobby Jindal (Republikaner, kandidierte erneut, wurde wiedergewählt)
Steve Beshear und Earl Ray Tomblin (Demokraten, kandidierten erneut, wurden beide wiedergewählt)

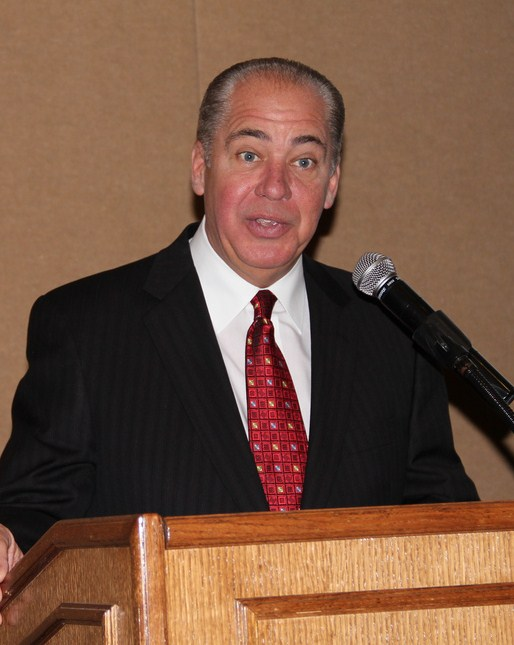
Earl Ray Tomblin

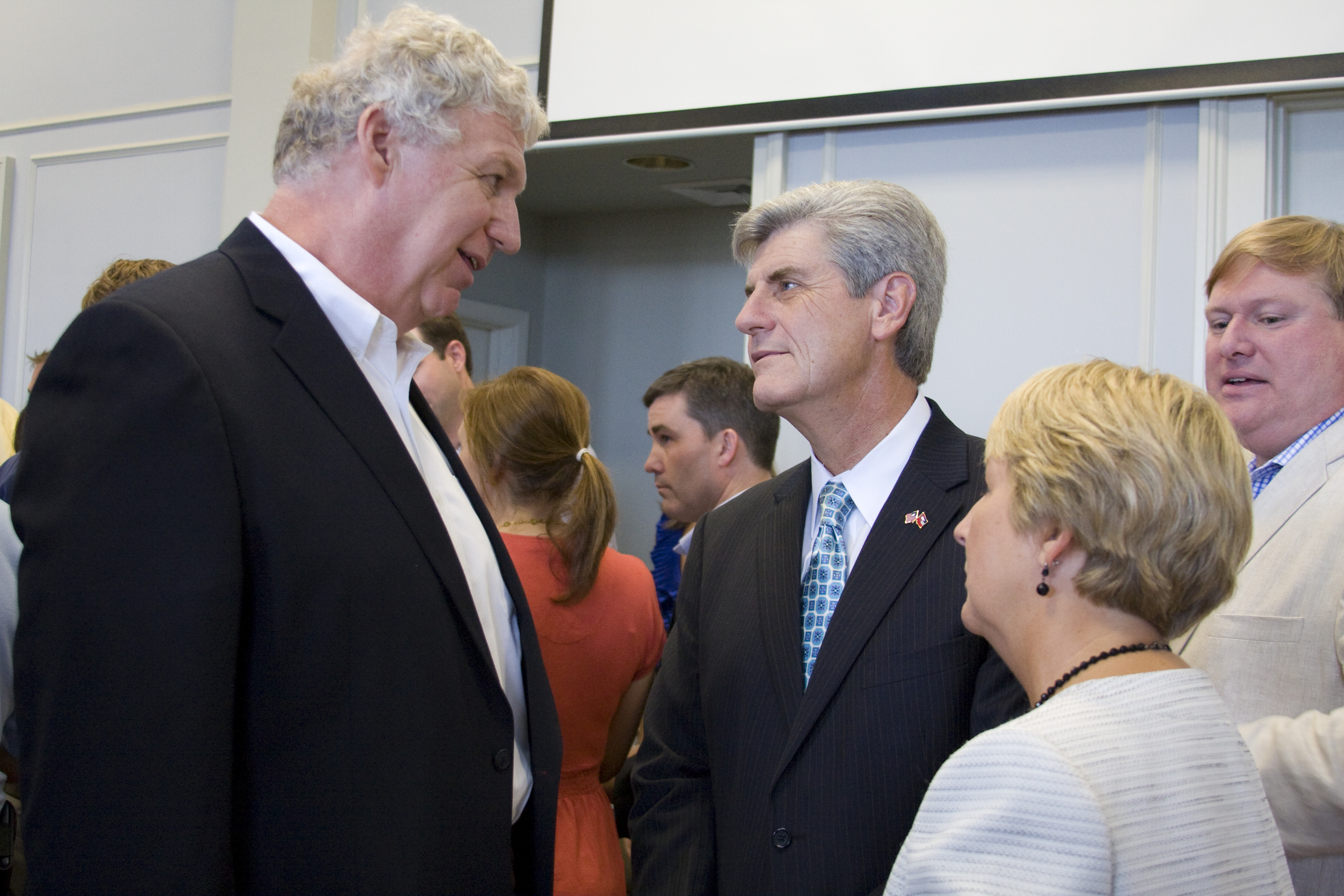
Phil Bryant (Mitte)

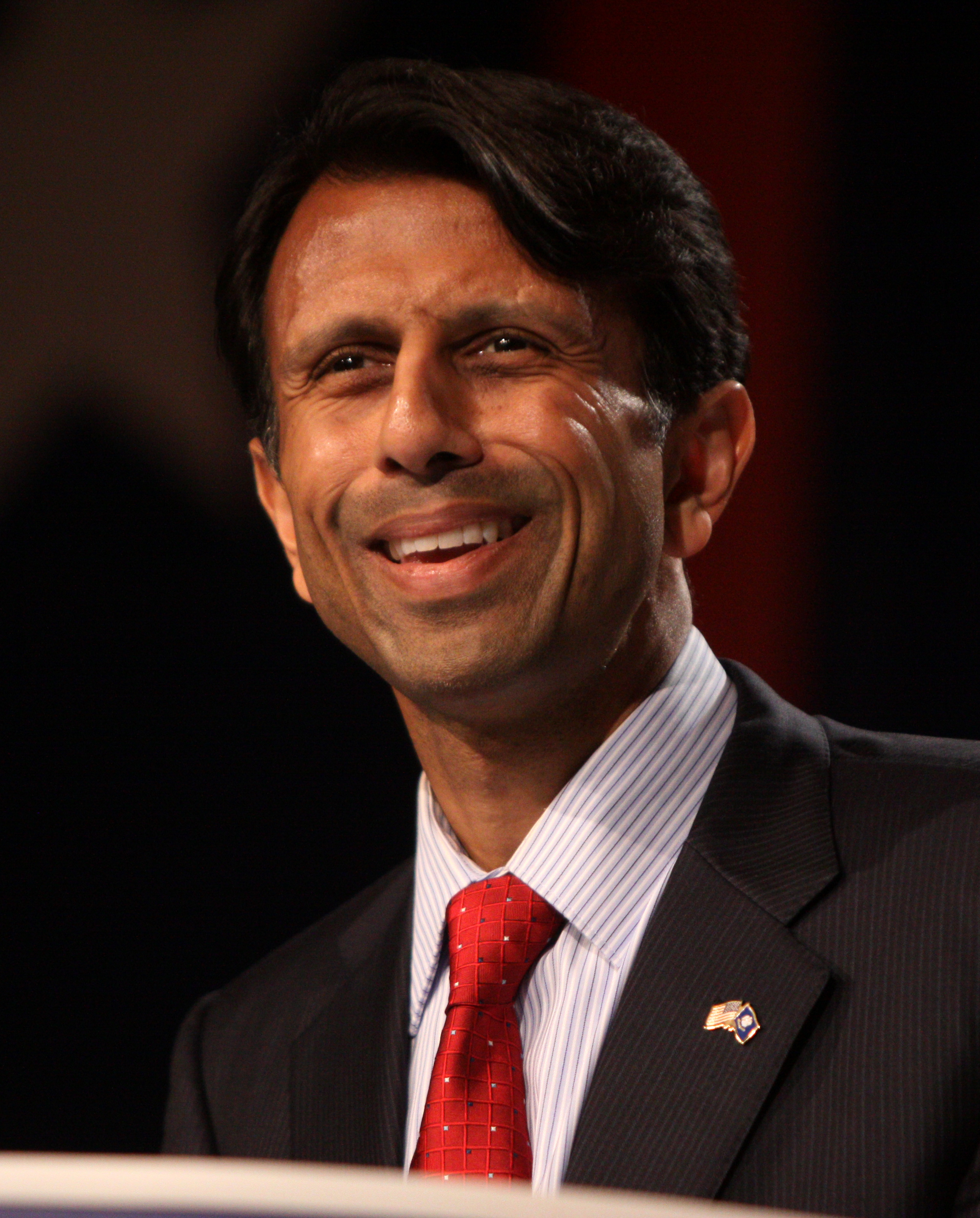
Bobby Jindal

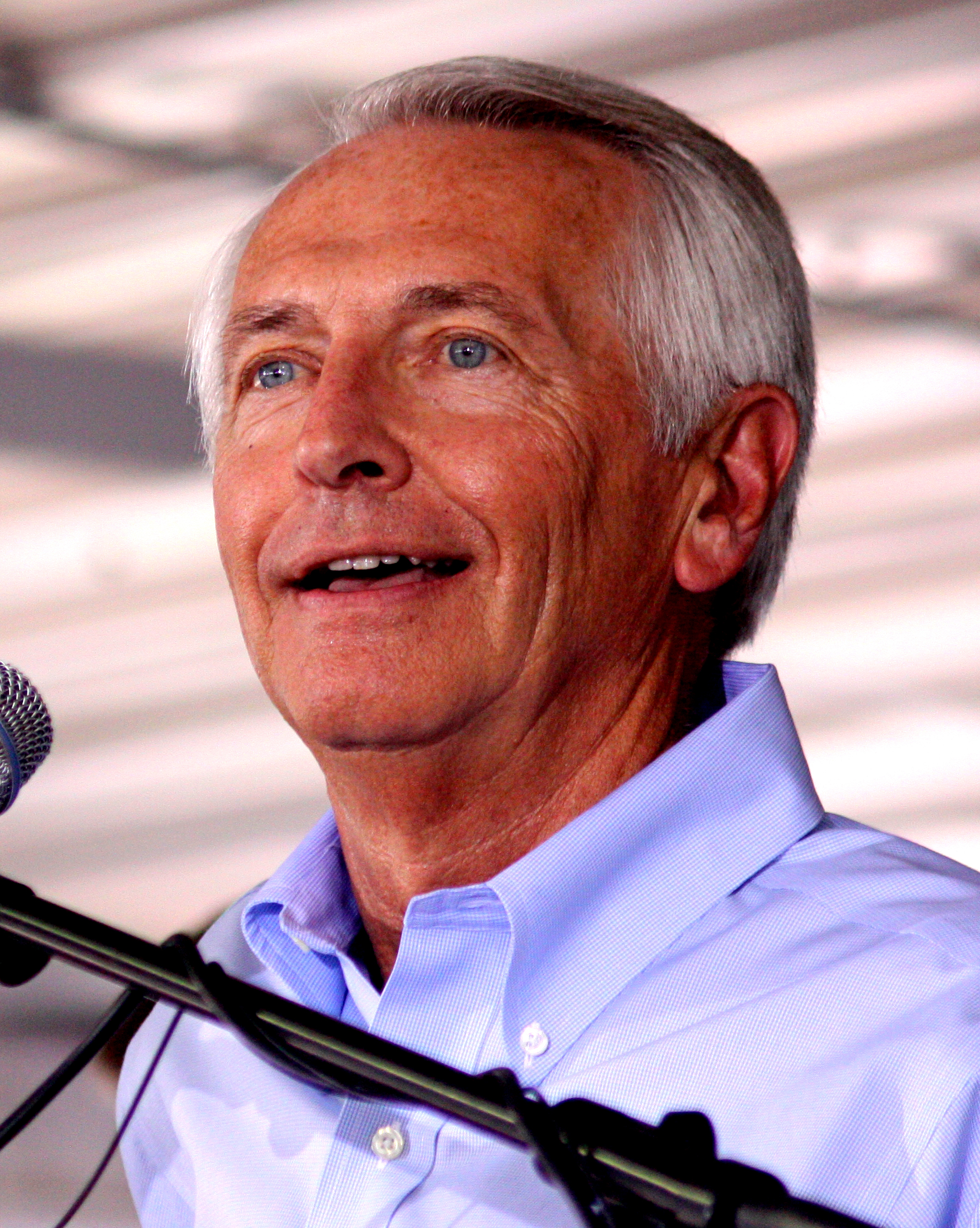
Steve Beshear

Die Gouverneurswahlen in den Vereinigten Staaten 2011 fanden in den drei US-Bundesstaaten Louisiana, Kentucky und Mississippi am Dienstag, den 8. November 2011, statt. In Louisiana und Mississippi wurde am selben Tag auch das Repräsentantenhaus der beiden Staaten neu gewählt. Ferner gab es am Dienstag, 4. Oktober, bereits eine Sonderwahl im Staat West Virginia. In allen 4 Bundesstaaten blieben die Gouverneursämter in den Händen der bisher regierenden Parteien.

## West Virginia
In West Virginia war eine Sonderwahl notwendig geworden, nachdem der demokratische Gouverneur Joe Manchin im Vorjahr sein Amt niedergelegt hatte, um in den Senat der Vereinigten Staaten zu wechseln. Daraufhin hatte nach der Staatsverfassung Earl Ray Tomblin, Präsident des Senats von West Virginia und in dieser Funktion gleichzeitig Vizegouverneur, seine Nachfolge angetreten. Aufgrund einer Entscheidung des Obersten Gerichtshofs von West Virginia musste eine außerordentliche Wahl abgehalten werden, deren Sieger offiziell den Gouverneursposten übernehmen sollte. Der Demokrat Tomblin setzte sich dabei gegen seinen republikanischen Herausforderer Bill Maloney mit 50:47 Prozent der Stimmen durch.

## Mississippi
In Mississippi konnte der republikanische Amtsinhaber Haley Barbour wegen Amtszeitbeschränkung (term limit) nicht erneut kandidieren. Für die Republikaner trat daher Vizegouverneur Phil Bryant an. Auf Seite der Demokraten ging der afroamerikanische Bürgermeister der Stadt Hattiesburg, Johnny DuPree, ins Rennen. Für den Sieg ist eine absolute Mehrheit der Stimmen notwendig; wird diese von keinem der Kandidaten erreicht, wählt das Repräsentantenhaus von Mississippi den neuen Gouverneur. Letztendlich konnte sich Bryant am 8. November mit 61 % der Stimmen klar gegen DuPree mit 39 % durchsetzen. Nachfolger Bryants als Vizegouverneur wurde Tate Reeves.

## Louisiana
Der republikanische Amtsinhaber in Louisiana, Bobby Jindal, hatte seine erneute Kandidatur bereits vor einiger Zeit angekündigt. Am 22. Oktober setzte sich Jindal schon im ersten Wahlgang (Jungle Primary) klar gegen seine Herausforderer durch. Auf den amtierenden Gouverneur entfielen 66 % der Stimmen, die zweitplatzierte Demokratin Tara Hollis, eine Sonderschullehrerin, erreichte lediglich 18 %. Auf die restlichen acht Kandidaten entfielen 16 % der Stimmen.

## Kentucky
Der demokratische Gouverneur von Kentucky, Steve Beshear, kandidierte ebenfalls erneut. Für die Republikaner trat David L. Williams an, Präsident des Senats von Kentucky. Der Rechtsanwalt Gatewood Galbraith kandidierte als Unabhängiger. Beshear konnte die Wahl am 8. November deutlich mit 56 % der Stimmen für sich entscheiden; auf seinen Gegner Williams entfielen 35 % und auf Galbraith 9 %. Neuer Vizegouverneur wurde Jerry Abramson, der dem nicht mehr kandidierenden Daniel Mongiardo nachfolgt.